# Trécon
Trécon település Franciaországban, Marne megyében. Lakosainak száma 87 fő (2022. január 1.). Trécon Villeneuve-Renneville-Chevigny, Bergères-lès-Vertus, Chaintrix-Bierges, Clamanges, Germinon, Pierre-Morains, Vélye, Villeseneux és Blancs-Coteaux községekkel határos.

## Népesség
A település népessége az elmúlt években az alábbi módon változott:
| Lakosok száma | 78   | 83   | 73   | 79   | 74   | 75   | 82   | 87   | 91   | 87   |
|               | 1968 | 1982 | 1990 | 2006 | 2013 | 2015 | 2017 | 2019 | 2020 | 2022 |